# Аргирокастро (област)
Област Аргирокастро (на албански: Qarku i Gjirokastrës) е административно-териториална област в Албания, разположена в южната част на страната, с площ от 2884 км2. Съставена е от 7 общини – Аргирокастро, Дропул, Кълцюра, Либохова, Мемаляй, Пърмет и Тепелена. Числеността на населението според преброяването през 2011 г. е 72 176 души. Административен център е град Аргирокастро.

## География
Област Аргирокастро граничи с Гърция на югоизток, както и с областите – Берат (на север), Корча (на изток), Вльора  (на запад) и Фиер (на северозапад).